# 吴振
吴振（1922年—），男，直隶（今河北）阜平人，中华人民共和国政治人物。

## 生平
早年担任阜平县抗日救国联合会主任、阜平县县长。中华人民共和国成立后，担任农业部农政司副司长、宣传局局长，后升任中华人民共和国农业部副部长。后改任中共天津市委书记，天津市革命委员会副主任，天津市人民政府副市长。1988年，担任天津市人大常委会主任。